# Över-Ekorrtjärnen
Över-Ekorrtjärnen är en sjö i Bergs kommun i Härjedalen och ingår i Ljungans huvudavrinningsområde. Sjön har en area på 0,0642 kvadratkilometer och ligger 800,1 meter över havet. Sjön avvattnas av vattendraget Ekorrbäcken.

## Delavrinningsområde
Över-Ekorrtjärnen ingår i det delavrinningsområde (698424-137454) som SMHI kallar för Utloppet av Ytter-Ekorrtjärnen. Medelhöjden är 865 meter över havet och ytan är 12,23 kvadratkilometer. Det finns inga avrinningsområden uppströms utan avrinningsområdet är högsta punkten. Ekorrbäcken som avvattnar avrinningsområdet har biflödesordning 2, vilket innebär att vattnet flödar genom totalt 2 vattendrag innan det når havet efter 309 kilometer. Avrinningsområdet består mestadels av skog (37 procent), öppen mark (20 procent) och kalfjäll (41 procent). Avrinningsområdet har 0,23 kvadratkilometer vattenytor vilket ger det en sjöprocent på 1,9 procent.